# Diga di Karamanlı
La diga di Karamanlı è una diga della Turchia. Si trova nella provincia di Burdur. Il fiume emissario della diga confluisce a 8 km a valle col ruscello di San (San Deresi) per formare l'Eren Çayı che si getta nel lago endoreico di Burdur.

## Fonti
- (EN) Sito dell'agenzia turca delle opere idrauliche, su www2.dsi.gov.tr. URL consultato l'8 agosto 2011 (archiviato dall'url originale il 26 settembre 2007).